# The Custom House
The Custom House (en irlandés: Teach an Chustaim) es un edificio neoclásico del siglo XVIII en Dublín, Irlanda, que se construyó como aduana y que alberga el Departamento de Vivienda, Gobierno Local y Patrimonio. Está situado en la orilla norte del río Liffey, en el muelle Custom House, entre los puentes Butt y Talbot Memorial.

## Historia

### Origen
En 1707, el ingeniero Thomas Burgh (1670-1730) había construido un edificio de aduana para Dublín pero, a finales del siglo XVIII, se consideró que ya no era apto para su uso.
La construcción de una nueva aduana para Dublín fue idea de John Beresford, que se convirtió en el primer comisario de Hacienda de Irlanda en 1780. En 1781, nombró a James Gandon como arquitecto, tras la muerte de Thomas Cooley, el arquitecto original del proyecto. Este fue el primer encargo importante de Gandon. El nuevo edificio de aduana no fue bien recibido por la administración de Dublín ni entre algunos comerciantes de la ciudad, que se quejaban de que desplazaba el eje de la ciudad, dejaba poco espacio para la navegación y se construía en lo que entonces era un pantano. La compra de terrenos se retrasó y resultó exorbitante, y la colocación de los cimientos fue interrumpida por el Alto Sheriff y miembros del gobierno de Dublín acompañados por una turba de miles de personas. Sin embargo, Beresford estaba decidido a completar el proyecto e ignoró las protestas.

### Construcción
La construcción comenzó en 1781, y para sus ayudantes Gandon eligió a artistas irlandeses como el cantero de Meath Henry Darley, el albañil John Semple y el carpintero Hugh Henry. Todos los albañiles disponibles en Dublín participaron en la obra. Cuando se terminó y se abrió al público el 7 de noviembre de 1791, su construcción había costado 200.000 libras, una suma considerable para la época. Las cuatro fachadas del edificio están decoradas con escudos y esculturas ornamentales (de Edward Smyth) que representan los ríos de Irlanda. Otro artista, Henry Banks, fue el responsable de la estatua de la cúpula y de otras estatuas.
El muelle original adyacente de The Custom House y el puente giratorio en el lado este del edificio también fueron diseñados por Gandon y terminados un poco más tarde, en 1796. Junto con el muelle de George, formó posteriormente parte del complejo de los muelles de la aduana. El antiguo muelle se cubrió con el tiempo y el puente giratorio se eliminó en la década de 1940 para ser sustituido por un muelle ampliado y, posteriormente, por la calle Memorial.

### Uso y reutilización

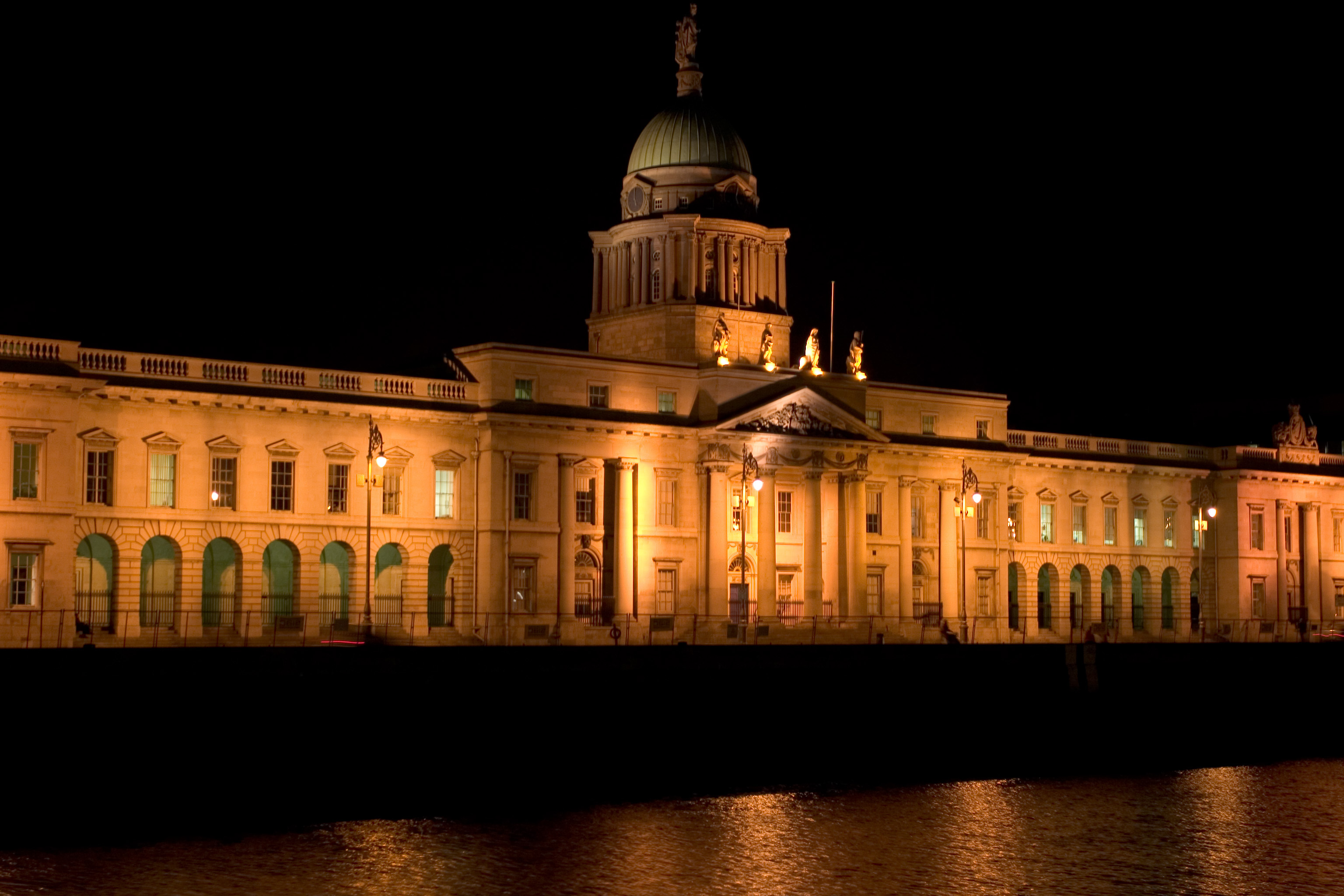
The Custom House por la noche

Cuando el puerto de Dublín se trasladó río abajo, el uso original del edificio para recaudar aranceles quedó obsoleto, y se utilizó como sede de la Junta de Gobierno Local de Irlanda.
Durante la Guerra de la Independencia irlandesa de 1921, el Ejército Republicano Irlandés quemó el edificio de The Custom House para desestabilizar el dominio británico en Irlanda destruyendo los registros fiscales. El interior original de Gandon quedó completamente destruido en el incendio y la cúpula central se derrumbó. Una gran cantidad de registros históricos irremplazables también fueron destruidos en el incendio. A pesar de haber logrado sus objetivos, el ataque a la institución supuso un revés para el IRA, ya que un gran número de voluntarios fueron capturados durante el ataque o al replegarse.
Tras el Tratado anglo-irlandés, el edificio fue restaurado por el gobierno del Estado Libre Irlandés. Los resultados de esta reconstrucción todavía pueden verse en el exterior del edificio: la cúpula se reconstruyó con piedra caliza irlandesa de Ardbraccan, que es notablemente más oscura que la piedra de Pórtland utilizada en la construcción original. Esto se hizo para promover los recursos irlandeses.
En la década de 1980, un equipo de la Oficina de Obras Públicas (OPW) llevó a cabo una nueva restauración y limpieza de la piedra.
En noviembre de 2021, se abrió una exposición para visitantes que recorre la construcción, el incendio y la restauración de la estructura; fue desarrollada por la OPW, el Departamento de Vivienda, Gobierno Local y Patrimonio y Fáilte Ireland (la Agencia Nacional de Desarrollo Turístico de la República de Irlanda).